# Balta
Balta (ukrainsk: Ба́лта, ukrainsk udtale: [ˈbɑɫtɐ]; rumænsk: Balta; jiddisch: באַלטאַ) er en by i Podilsk rajon, Odessa oblast i det sydvestlige Ukraine. Balta ligger nær floden Dnestr ved grænsen til Moldova. Byen har 19.353 (2011) indbyggere. Byens befolkningstal var ved folketællingen i 2001 19.772.

## Historie
.
De første omtaler af Balta går helt tilbage til 1526. Indtil 1792 var Balta en del af det Osmanniske Rige.
Der var pogromer i Balta i 1882 og 1905.
Fra 1924-1929 var byen hovedstad i den Moldaviske Autonome Socialistiske Sovjetrepublik. Med Sovjets besættelse af Bessarabien i 1940 blev Balta en del af Odessa oblast i den Ukrainske Socialistiske Sovjetrepublik.  Den blev besat af tyske og rumænske tropper den 5. august 1941 og blev en del af Transnistriske gouvernement (no) i Kongeriget Rumænien indtil befrielsen den 29. marts 1944 af Den Røde Hær.